# 원스 (영화)
《원스》(Once)는 2007년에 개봉한 아일랜드 영화로 존 카니가 각본 및 감독을 맡았다. 더블린을 배경으로 글렌 한사드와 마르케타 이르글로바가 우연히 만나 함께 음악을 하며 한 앨범을 만들어가는 과정을 그린다. 실제로 영화내의 모든 곡을 글렌과 마르케타가 만들고 불렀다.
13만유로(당시 한화로 약 1억 4천만)만으로 찍은 저예산 영화이나, 높은 완성도로 평론가들의 찬사를 받으며 세계적인 흥행을 거두었다. 또한 대한민국에서는 22만 5천명의 관객을 동원하였다. 이후 2008년 제80회 아카데미상에서 글렌과 마르케타의 곡 "폴링 슬로울리" (Falling Slowly)가 주제가상을 받았으며, 사운드트랙이 그래미상에 후보로 오르기도 했다.

## 줄거리
이제 사랑은 더 이상 없을 거라고 믿었던 ‘그’와 삶을 위해 꿈을 포기했던 ‘그녀’와의 더블린의 밤거리에서 마법처럼 시작된 만남을 다룬 로맨스.

## 배역
- 글렌 핸사드 - 남자 역
- 마르게타 이글로바 - 소녀 역
- 앨리이스테어 폴리 - 베이시스트 역
- 제라드 헨드릭 - 리드 기타리스트 역
- 케이트 허프 - 아기 역
- 시낸 허프 - 남편 역
- 다렌 힐리 - 헤로인 중독자 역
- 빌 호드넷 - 남자의 아빠 역
- 제프 미노그 - 이몬 역
- 마르셀라 플런켓 - 전 여자친구 역
- 맬 화이트 - 빌 역
- 휴 월시 - 티미 드러머 역
- 다누즈 크레스토바 - 그녀의 어머니 역
- 니올 클리어리 - 밥 역
- 캐서린 핸사드
- 케이트 허프

## 여담
- 2008년 9월 14일에 EBS(現 EBS 1TV)에서 추석 특선영화로 방송되었고, 이후 2011년 1월 2일에 일요시네마를 통해 재방송되었는데(물론 EBS 특성상 더빙이 아니라 자막이었다), 여기서는 등급이 12세 이상 시청가로 한 단계 상향되었다.